# Seven Femenino de Japón 2019
El Seven Femenino de Japón de 2019 fue la cuarta edición del torneo de rugby 7, fue el cuarto torneo de la Serie Mundial Femenina de Rugby 7 2018-19.
Se desarrolló en el Mikuni World Stadium Kitakyushu de la ciudad de Kitakyushu, Japón.

## Equipos participantes
Además de los 11 equipos que tienen su lugar asegurado para toda la temporada se suma como invitado la selección de Japón.
| - Australia - Canadá - China - España - Estados Unidos - Fiyi | - Francia - Inglaterra - Irlanda - Japón - Nueva Zelanda - Rusia |

## Fase de grupos

### Grupo A
| Equipo        | Encuentros | Encuentros | Encuentros | Encuentros | Tantos  | Tantos    | Tantos     | Puntos |
| Equipo        | jugados    | ganados    | empatados  | perdidos   | a favor | en contra | diferencia | Puntos |
| ------------- | ---------- | ---------- | ---------- | ---------- | ------- | --------- | ---------- | ------ |
| Francia       | 3          | 3          | 0          | 0          | 95      | 36        | +59        | 9      |
| Nueva Zelanda | 3          | 1          | 1          | 1          | 67      | 46        | +21        | 6      |
| Rusia         | 3          | 1          | 1          | 1          | 55      | 71        | –16        | 6      |
| Japón         | 3          | 0          | 0          | 3          | 40      | 104       | –64        | 3      |

### Grupo B
| Equipo    | Encuentros | Encuentros | Encuentros | Encuentros | Tantos  | Tantos    | Tantos     | Puntos |
| Equipo    | jugados    | ganados    | empatados  | perdidos   | a favor | en contra | diferencia | Puntos |
| --------- | ---------- | ---------- | ---------- | ---------- | ------- | --------- | ---------- | ------ |
| Canadá    | 3          | 3          | 0          | 0          | 85      | 50        | +35        | 9      |
| Australia | 3          | 2          | 0          | 1          | 97      | 22        | +75        | 7      |
| España    | 3          | 1          | 0          | 2          | 53      | 88        | –35        | 5      |
| China     | 3          | 0          | 0          | 3          | 45      | 120       | –75        | 3      |

### Grupo C
| Equipo         | Encuentros | Encuentros | Encuentros | Encuentros | Tantos  | Tantos    | Tantos     | Puntos |
| Equipo         | jugados    | ganados    | empatados  | perdidos   | a favor | en contra | diferencia | Puntos |
| -------------- | ---------- | ---------- | ---------- | ---------- | ------- | --------- | ---------- | ------ |
| Estados Unidos | 3          | 3          | 0          | 0          | 89      | 24        | +65        | 9      |
| Inglaterra     | 3          | 2          | 0          | 1          | 73      | 58        | +15        | 7      |
| Irlanda        | 3          | 1          | 0          | 2          | 43      | 56        | –13        | 5      |
| Fiyi           | 3          | 0          | 0          | 3          | 30      | 97        | –67        | 3      |

## Fase Final

### Copa de oro
|  | Cuartos de final | Cuartos de final | Cuartos de final |                |            | Semifinales | Semifinales | Semifinales |                |                | Copa         | Copa         | Copa |  |
|  |                  |                  |                  |                |            |             |             |             |                |                |              |              |      |  |
|  |                  |                  |                  |                |            |             |             |             |                |                |              |              |      |  |
|  | Canadá           | Canadá           | 17               |                |            |             |             |             |                |                |              |              |      |  |
|  | Canadá           | Canadá           | 17               |                |            |             |             |             |                |                |              |              |      |  |
|  | Rusia            | Rusia            | 14               |                |            |             |             |             |                |                |              |              |      |  |
|  | Rusia            | Rusia            | 14               |                | Canadá     | Canadá      | 24          |             |                |                |              |              |      |  |
|  |                  |                  |                  |                | Canadá     | Canadá      | 24          |             |                |                |              |              |      |  |
|  |                  |                  | Estados Unidos   | Estados Unidos | 12         |             |             |             |                |                |              |              |      |  |
|  | Estados Unidos   | Estados Unidos   | Estados Unidos   | Estados Unidos | 12         | 26          |             |             |                |                |              |              |      |  |
|  | Estados Unidos   | Estados Unidos   |                  |                |            |             |             |             |                |                |              |              |      |  |
|  | Nueva Zelanda    | Nueva Zelanda    | 19               |                |            |             |             |             |                |                |              |              |      |  |
|  | Nueva Zelanda    | Nueva Zelanda    | 19               |                |            |             |             |             |                | Canadá         | Canadá       | 7            |      |  |
|  |                  |                  |                  |                |            |             |             |             |                | Canadá         | Canadá       | 7            |      |  |
|  |                  |                  | Inglaterra       | Inglaterra     | 5          |             |             |             |                |                |              |              |      |  |
|  | Inglaterra       | Inglaterra       | Inglaterra       | Inglaterra     | 5          | 21          |             |             |                |                |              |              |      |  |
|  | Inglaterra       | Inglaterra       |                  |                |            |             |             |             |                |                |              |              |      |  |
|  | Australia        | Australia        | 7                |                |            |             |             |             |                |                |              |              |      |  |
|  | Australia        | Australia        | 7                |                | Inglaterra | Inglaterra  | 19          |             |                | Tercer lugar   | Tercer lugar | Tercer lugar |      |  |
|  |                  |                  |                  |                | Inglaterra | Inglaterra  | 19          |             |                | Tercer lugar   | Tercer lugar | Tercer lugar |      |  |
|  |                  |                  | Francia          | Francia        | 17         |             |             |             |                |                |              |              |      |  |
|  | Francia          | Francia          | Francia          | Francia        | 17         | 19          |             |             | Estados Unidos | Estados Unidos | 36           |              |      |  |
|  | Francia          | Francia          |                  |                |            |             |             |             | Estados Unidos | Estados Unidos | 36           |              |      |  |
|  | Irlanda          | Irlanda          | 0                |                |            |             |             |             |                |                | Francia      | Francia      | 12   |  |
|  | Irlanda          | Irlanda          | 0                |                |            |             |             |             |                |                | Francia      | Francia      | 12   |  |
|  |                  |                  |                  |                |            |             |             |             |                |                |              |              |      |  |

| Bandera de Canadá      |
| Campeón Canadá         |
| 1º título del circuito |